# Vito Dell’Aquila
Vito Dell’Aquila (* 3. November 2000 in Mesagne) ist ein italienischer Taekwondoin. Er startet in der Gewichtsklasse bis 58 Kilogramm.

## Erfolge
Vito Dell’Aquila war bereits bei den Junioren sehr erfolgreich: dreimal wurde er Europameister sowie einmal Weltmeister. Bei den Senioren gelang es ihm bereits bei den Weltmeisterschaften 2017 in Muju, in seiner Gewichtsklasse bis 54 Kilogramm die Bronzemedaille gewinnen. Diesen Erfolg wiederholte er in derselben Klasse ein Jahr später bei den Europameisterschaften in Kasan. Seit 2018 kämpft er für die Sportgruppe der Carabinieri.
Bei den Olympischen Spielen 2020 in Tokio erreichte er in seiner Konkurrenz nach drei Siegen das Finale, in dem er auf Mohamed Khalil Jendoubi aus Tunesien traf. Im Finalkampf setzte er sich mit 16:12 durch und wurde Olympiasieger. 2022 wurde er in Guadalajara erstmals Weltmeister. Bei den Olympischen Spielen 2024 in Paris schied er im Halbfinale aus.